# Ban Polje
Ban Polje (cyr. Бан Поље) – wieś w Bośni i Hercegowinie, w Republice Serbskiej, w gminie Višegrad. W 2013 roku liczyła 163 mieszkańców.